# Ochna rhizomatosa
Ochna rhizomatosa är en tvåhjärtbladig växtart som först beskrevs av Van Tiegh., och fick sitt nu gällande namn av Ronald William John Keay. Ochna rhizomatosa ingår i släktet Ochna och familjen Ochnaceae. Inga underarter finns listade i Catalogue of Life.